# Gran Premio di Francia 2006
Il Gran Premio di Francia 2006 è stata l'undicesima prova della stagione 2006 del campionato mondiale di Formula 1. La gara si è tenuta domenica 16 luglio sul circuito di Magny-Cours ed è stata vinta dal tedesco Michael Schumacher su Ferrari, all'ottantottesimo successo in carriera; Schumacher ha preceduto all'arrivo lo spagnolo Fernando Alonso su Renault e il suo compagno di squadra, il brasiliano Felipe Massa.
Per Michael Schumacher è il ventiduesimo e ultimo hat trick (pole position, giro veloce e vittoria del Gran Premio) in carriera in Formula 1.
Questo Gran Premio segna l'ultima gara in Formula 1 per il pilota francese Franck Montagny.

## Vigilia

### Aspetti sportivi
In seguito all'abbandono di Juan Pablo Montoya alla Formula 1, la McLaren promuove il terzo pilota Pedro de la Rosa a pilota ufficiale per la stagione.

## Prove

### Risultati
Nella prima sessione del venerdì si è avuta questa situazione:
| Pos | Nº | Pilota           | Costruttore | Tempo    | Gap    | Giri |
| --- | -- | ---------------- | ----------- | -------- | ------ | ---- |
| 1   | 38 | Robert Kubica    | BMW Sauber  | 1'16"794 |        | 31   |
| 2   | 36 | Anthony Davidson | Honda       | 1'17"133 | +0"339 | 29   |
| 3   | 12 | Jenson Button    | Honda       | 1'18"160 | +1"366 | 4    |

Nella seconda sessione del venerdì si è avuta questa situazione:
| Pos | Nº | Pilota           | Costruttore | Tempo    | Gap    | Giri |
| --- | -- | ---------------- | ----------- | -------- | ------ | ---- |
| 1   | 38 | Robert Kubica    | BMW Sauber  | 1'16"902 |        | 33   |
| 2   | 1  | Fernando Alonso  | Renault     | 1'17"498 | +0"596 | 14   |
| 3   | 36 | Anthony Davidson | Honda       | 1'17"750 | +0"848 | 37   |

Nella sessione del sabato mattina si è avuta questa situazione:
| Pos | Nº | Pilota             | Costruttore | Tempo    | Gap    | Giri |
| --- | -- | ------------------ | ----------- | -------- | ------ | ---- |
| 1   | 17 | Jacques Villeneuve | BMW Sauber  | 1'17"005 |        | 13   |
| 2   | 16 | Nick Heidfeld      | BMW Sauber  | 1'17"049 | +0"044 | 16   |
| 3   | 8  | Jarno Trulli       | Toyota      | 1'17"056 | +0"051 | 18   |

## Qualifiche

### Resoconto
Nella Q1 vanno fuori due protagonisti: prima Jenson Button e poi il pilota che aveva fatto segnare il miglior tempo nelle libere di sabato, l'ex campione del mondo Jacques Villeneuve, a vantaggio di Christijan Albers e Scott Speed. Il primo tempo è di una velocissima Toyota con Jarno Trulli, seguito da Michael Schumacher. 
Nella Q2 si vede il dominio Ferrari, che conquista un primo ed un terzo posto, intervallato solo da Ralf Schumacher. Vengono eliminati, oltre ai due dei team minori, Rubens Barrichello, Nick Heidfeld, Christian Klien e Mark Webber.
Nella Q3, le Toyota ritornano alle loro posizioni, e lasciano il dominio alle Rosse, che conquistano la prima fila, con Michael Schumacher davanti a Felipe Massa. Per il pilota tedesco si tratta della sessantottesima ed ultima pole position nel mondiale. Il campione del mondo Fernando Alonso è terzo a 3 decimi, insieme a Jarno Trulli.

### Risultati
Nella sessione di qualifica si è avuta questa situazione:
| Pos | Nº | Pilota               | Costruttore       | Q1       | Q2       | Q3       | Griglia |
| --- | -- | -------------------- | ----------------- | -------- | -------- | -------- | ------- |
| 1   | 5  | Michael Schumacher   | Ferrari           | 1'15"865 | 1'15"111 | 1'15"493 | 1       |
| 2   | 6  | Felipe Massa         | Ferrari           | 1'16"277 | 1'15"679 | 1'15"510 | 2       |
| 3   | 1  | Fernando Alonso      | Renault           | 1'16"328 | 1'15"706 | 1'15"785 | 3       |
| 4   | 8  | Jarno Trulli         | Toyota            | 1'15"550 | 1'15"776 | 1'16"036 | 4       |
| 5   | 7  | Ralf Schumacher      | Toyota            | 1'15"949 | 1'15"625 | 1'16"091 | 5       |
| 6   | 3  | Kimi Räikkönen       | McLaren-Mercedes  | 1'16"154 | 1'15"742 | 1'16"281 | 6       |
| 7   | 2  | Giancarlo Fisichella | Renault           | 1'16"825 | 1'15"901 | 1'16"345 | 7       |
| 8   | 4  | Pedro de la Rosa     | McLaren-Mercedes  | 1'16"679 | 1'15"902 | 1'16"632 | 8       |
| 9   | 10 | Nico Rosberg         | Williams-Cosworth | 1'16"534 | 1'15"926 | 1'18"272 | 19      |
| 10  | 14 | David Coulthard      | RBR-Ferrari       | 1'16"350 | 1'15"974 | 1'18"663 | 9       |
| 11  | 9  | Mark Webber          | Williams-Cosworth | 1'16"531 | 1'16"129 | N.D.     | 10      |
| 12  | 16 | Nick Heidfeld        | BMW Sauber        | 1'16"686 | 1'16"294 | N.D.     | 11      |
| 13  | 15 | Christian Klien      | RBR-Ferrari       | 1'16"921 | 1'16"433 | N.D.     | 12      |
| 14  | 11 | Rubens Barrichello   | Honda             | 1'17"022 | 1'17"027 | N.D.     | 13      |
| 15  | 21 | Scott Speed          | STR-Cosworth      | 1'17"117 | 1'17"063 | N.D.     | 14      |
| 16  | 19 | Christijan Albers    | MF1-Toyota        | 1'16"962 | 1'17"105 | N.D.     | 15      |
| 17  | 20 | Vitantonio Liuzzi    | STR-Cosworth      | 1'17"164 | N.D.     | N.D.     | 22      |
| 18  | 17 | Jacques Villeneuve   | BMW Sauber        | 1'17"304 | N.D.     | N.D.     | 16      |
| 19  | 12 | Jenson Button        | Honda             | 1'17"495 | N.D.     | N.D.     | 17      |
| 20  | 18 | Tiago Monteiro       | MF1-Toyota        | 1'17"589 | N.D.     | N.D.     | 18      |
| 21  | 23 | Franck Montagny      | Super Aguri-Honda | 1'18"637 | N.D.     | N.D.     | 20      |
| 22  | 22 | Takuma Satō          | Super Aguri-Honda | 1'18"845 | N.D.     | N.D.     | 21      |

In grassetto sono indicate le migliori prestazioni in Q1, Q2 e Q3.

## Gara

### Resoconto
Le Ferrari partono velocissime e conquistano subito le prime posizioni. Il primo stop vede coinvolto Felipe Massa, al giro 16, che lascia in testa da solo Michael Schumacher. Il brasiliano è seguito da Fernando Alonso, Kimi Räikkönen e, al giro 18, da Michael Schumacher, che lascia la testa della gara alle due Toyota, che guidano la gara fino al giro 22. Dopo il pit stop di Ralf Schumacher, passa in testa il fratello Michael, e ci rimane fino al giro 38, in un giro che ha visto ritirarsi anche un leader della gara, Jarno Trulli. Dopo il secondo pit stop di Michael si ferma il leader del mondiale Fernando Alonso, però, al rientro in pista, è dietro Michael e si deve accontentare del secondo posto davanti a Felipe Massa.

### Risultati
I risultati del Gran Premio sono i seguenti:
| Pos | Nº | Pilota               | Costruttore       | Giri | Tempo/Ritiro | Griglia | Punti |
| --- | -- | -------------------- | ----------------- | ---- | ------------ | ------- | ----- |
| 1   | 5  | Michael Schumacher   | Ferrari           | 70   | 1h32'07"803  | 1       | 10    |
| 2   | 1  | Fernando Alonso      | Renault           | 70   | +10"131      | 3       | 8     |
| 3   | 6  | Felipe Massa         | Ferrari           | 70   | +22"546      | 2       | 6     |
| 4   | 7  | Ralf Schumacher      | Toyota            | 70   | +27"212      | 5       | 5     |
| 5   | 3  | Kimi Räikkönen       | McLaren-Mercedes  | 70   | +33"006      | 6       | 4     |
| 6   | 2  | Giancarlo Fisichella | Renault           | 70   | +45"265      | 7       | 3     |
| 7   | 4  | Pedro de la Rosa     | McLaren-Mercedes  | 70   | +49"407      | 8       | 2     |
| 8   | 16 | Nick Heidfeld        | BMW Sauber        | 69   | +1 giro      | 11      | 1     |
| 9   | 14 | David Coulthard      | RBR-Ferrari       | 69   | +1 giro      | 9       |       |
| 10  | 21 | Scott Speed          | STR-Cosworth      | 69   | +1 giro      | 14      |       |
| 11  | 17 | Jacques Villeneuve   | BMW Sauber        | 69   | +1 giro      | 16      |       |
| 12  | 15 | Christian Klien      | RBR-Ferrari       | 69   | +1 giro      | 12      |       |
| 13  | 20 | Vitantonio Liuzzi    | STR-Cosworth      | 69   | +1 giro      | 22      |       |
| 14  | 10 | Nico Rosberg         | Williams-Cosworth | 68   | +2 giri      | 19      |       |
| 15  | 19 | Christijan Albers    | MF1-Toyota        | 68   | +2 giri      | 15      |       |
| 16  | 23 | Franck Montagny      | Super Aguri-Honda | 67   | +3 giri      | 20      |       |
| Rit | 12 | Jenson Button        | Honda             | 61   | Motore       | 17      |       |
| Rit | 9  | Mark Webber          | Williams-Cosworth | 53   | Cerchione    | 10      |       |
| Rit | 8  | Jarno Trulli         | Toyota            | 39   | Freni        | 4       |       |
| Rit | 11 | Rubens Barrichello   | Honda             | 18   | Motore       | 13      |       |
| Rit | 18 | Tiago Monteiro       | MF1-Toyota        | 11   | Meccanica    | 18      |       |
| Rit | 22 | Takuma Satō          | Super Aguri-Honda | 0    | Trasmissione | 21      |       |

## Classifiche mondiali

### Piloti
| Pos | Pilota               | Punti |
| --- | -------------------- | ----- |
| 1   | Fernando Alonso      | 96    |
| 2   | Michael Schumacher   | 79    |
| 3   | Giancarlo Fisichella | 46    |
| 4   | Kimi Räikkönen       | 43    |
| 5   | Felipe Massa         | 42    |
| 6   | Juan Pablo Montoya   | 26    |
| 7   | Jenson Button        | 16    |
| 8   | Rubens Barrichello   | 16    |
| 9   | Ralf Schumacher      | 13    |
| 10  | Nick Heidfeld        | 13    |
| 11  | David Coulthard      | 10    |
| 12  | Jarno Trulli         | 8     |
| 13  | Jacques Villeneuve   | 7     |
| 14  | Mark Webber          | 6     |
| 15  | Nico Rosberg         | 4     |
| 16  | Pedro de la Rosa     | 2     |
| 17  | Christian Klien      | 1     |
| 18  | Vitantonio Liuzzi    | 1     |

### Costruttori
| Pos | Costruttori       | Punti |
| --- | ----------------- | ----- |
| 1   | Renault           | 142   |
| 2   | Ferrari           | 121   |
| 3   | McLaren-Mercedes  | 71    |
| 4   | Honda             | 32    |
| 5   | Toyota            | 21    |
| 6   | BMW Sauber        | 20    |
| 7   | RBR-Ferrari       | 11    |
| 8   | Williams-Cosworth | 10    |
| 9   | STR-Cosworth      | 1     |